# Nyctobia perarcuata
Nyctobia perarcuata là một loài bướm đêm trong họ Geometridae.